# Michael Joyce (Schriftsteller)
Michael Joyce (* 1945) ist ein US-amerikanischer Professor der Anglistik am Vassar College im Bundesstaat New York und Hypertext-Autor. 
Sein Hyperfiction-Werk afternoon: a story (1987), wurde als ernsthafte Literatur angesehen und zählt zu den bahnbrechenden Modellen von nicht-linearen Texten, die kanonisch geworden sind. Bei diesem Projekt hat Joyce mit dem Genre der Kurzgeschichte in mehreren Richtungen experimentiert. Die Geschichte wurde mit der Software Storyspace erstellt und beim Verlag Eastgate digital publiziert. Sie ist mehrdeutig, die Erzählerperspektive ist unklar, es gibt Spannung und romantische Elemente, die Bedeutung kann sich je nach Lesepfad sehr stark verändern. Die Geschichte ist in kurze Seiten aufgeteilt, man entscheidet beim Lesen, welche Folgeseite man lesen will. Dadurch entstehen multiple Geschichten. 

## Werke (Auswahl)
- War outside Ireland: a novel (1982)
- afternoon: a story (1987)
- Twilight, a symphony: a hyperfiction (1996)
- Of two minds: hypertext pedagogy and poetics (1995)
- Othermindedness: the emergence of network culture (2000)
- Moral tales and meditations: technological parables and refractions (2001)